# Yamagata (Gifu)
Yamagata (山県市 Yamagata-shi?)  es una ciudad ubicada en Gifu, Japón. A 1  de enero de  2019, la ciudad tenía una población estimada de 27 356 en 10 868 hogares, y una densidad de población de 120 personas por km 2. El área total de la ciudad era de 221,98 kilómetros cuadrados (85,7 mi²).

## Demografía
Según los datos del censo japonés, la población de Yamagata se ha mantenido relativamente constante en los últimos cuarenta años. 
| Año del censo | Población |
| ------------- | --------- |
| 1970          | 26 598    |
| 1980          | 29 669    |
| 1990          | 30 989    |
| 2000          | 30 951    |
| 2010          | 29 629    |

## Clima
La ciudad tiene un clima caracterizado por veranos cálidos y húmedos e inviernos suaves (clasificación climática de Köppen Cfa). La temperatura media anual en Yamagata es de 15.2 °C. La precipitación media anual es de 2086 mm con septiembre como el mes más lluvioso. Las temperaturas son más altas en promedio en agosto, alrededor de 27.9 °C, y el más bajo en enero, alrededor de 3.7 °C.